# Karamuru
Karamuru es un género extinto de arcosaurio prestosúquido que vivió durante el Triásico Medio, siendo encontrados sus restos en la Formación Santa María en el geoparque de Paleorrota, en Brasil, del cual solo se conoce una especie. K. vorax. Se encontró cerca de la ciudad de Candelária en 2000, al igual que una especie similar hallada en São Pedro do Sul, Prestosuchus chiniquensis, por el paleontólogo Friedrich von Huene en 1938. Existe cierta incertidumbre sobre la fecha de publicación y autores, como señaló Langer et al. (2007). Kischlat (2000) registra que fue publicado por Kischlat y Barberena, sin un año. Más tarde, Schultz y Langer lo consideraron como un sinónimo de Prestosuchus.
Karamuru era un gran depredador terrestre, que podría alcanzar los 7 metros de longitud y pesar 700 kg.
El nombre del género está relacionado con la historia de Diogo Álvares Corrêa, un colono conocido como Caramuru por la tribu Tupinambas.